# Osowa (wieś w powiecie włodawskim)
Osowa (dawniej Ossowa) – wieś w Polsce, położona w województwie lubelskim, w powiecie włodawskim, w gminie Hańsk. Leży w odległości 7 kilometrów od Sobiboru. 

## Administracja
W latach 1975–1998 miejscowość należała administracyjnie do ówczesnego województwa chełmskiego. Wieś stanowi sołectwo gminy Hańsk. Według Narodowego Spisu Powszechnego Ludności i Mieszkań z roku 2011 wieś miała 250 mieszkańców.
Wierni Kościoła rzymskokatolickiego należą do parafii pod wezwaniem św. Stanisława Kostki w Kosyniu.
Części miejscowości:
| SIMC    | Nazwa    | Rodzaj    |
| ------- | -------- | --------- |
| 0103668 | Piasek   | część wsi |
| 0103674 | Podlaski | część wsi |
| 1025551 | Pułanki  | część wsi |
| 0103680 | Żdżanne  | część wsi |

## Przyroda
Wokoło znajduje się wiele lasów liściastych i iglastych (lasy sobiborskie). W części wsi o nazwie Podlaski znajduje się torfowisko Podlaski (proponowany użytek ekologiczny).